# Brassaiopsis kwangsiensis
Brassaiopsis kwangsiensis är en araliaväxtart som beskrevs av G.Hoo. Brassaiopsis kwangsiensis ingår i släktet Brassaiopsis och familjen Araliaceae. Inga underarter finns listade.